# FFH-Gebiet Gorkwiese Kitzeberg

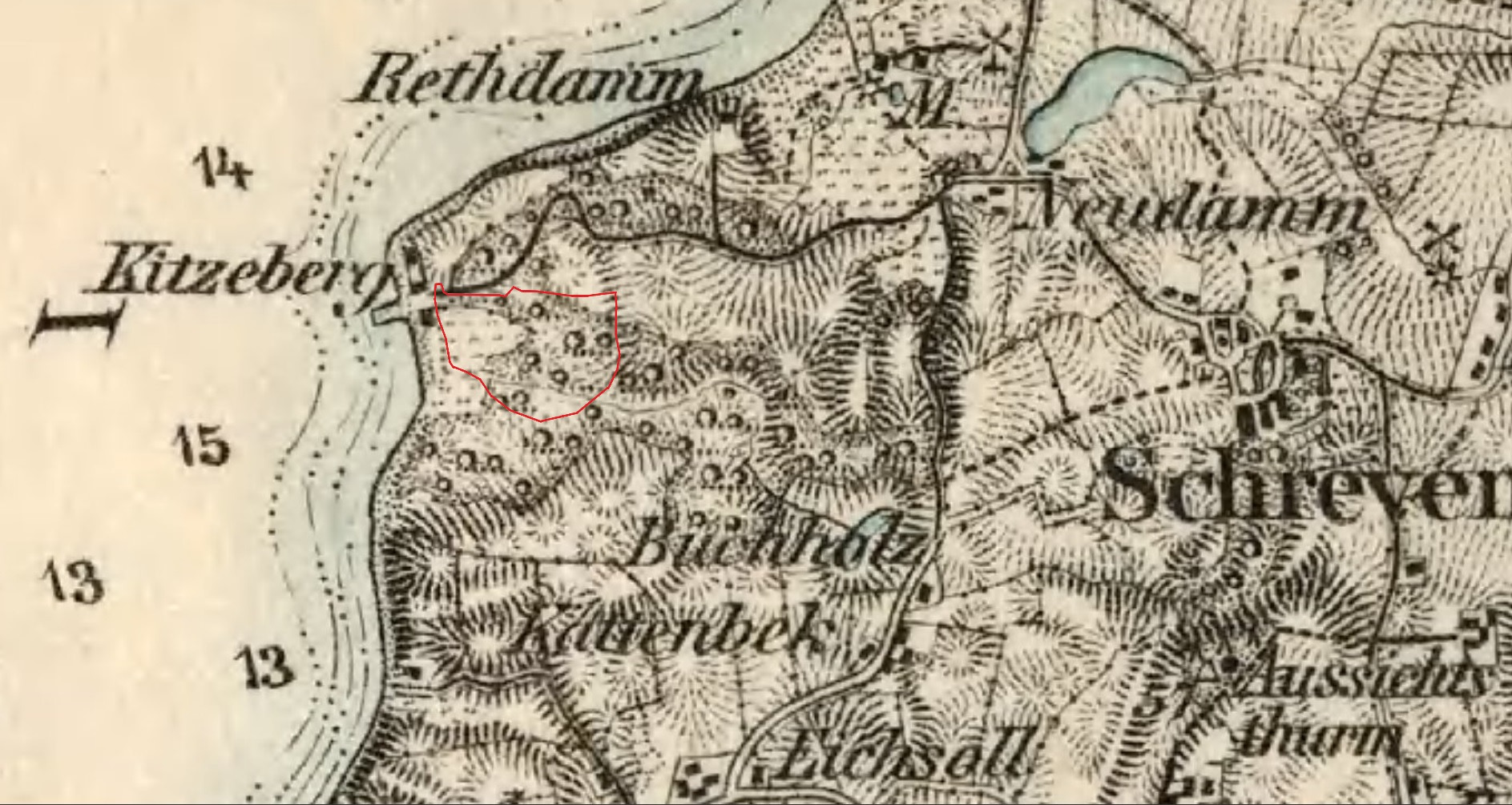
Bild 1: Gorkwiese Kitzeberg um 1883 (rot umrandet das heutige FFH-Gebiet)

Das FFH-Gebiet Gorkwiese Kitzeberg ist ein NATURA 2000-Schutzgebiet in Schleswig-Holstein im Kreis Plön in der Gemeinde Heikendorf. Es liegt in der Landschaft Probstei und Selenter See Gebiet (Landschafts-ID 70203), in der Haupteinheit Ostholsteinisches Hügelland. Diese ist wiederum Teil der Naturräumlichen Großregion 2. Ordnung Schleswig-Holsteinisches Hügelland. Das Bundesamt für Naturschutz (BfN) ordnet im Gegensatz zum Landesamt für Landwirtschaft, Umwelt und ländliche Räume des Landes Schleswig-Holstein (LLUR) dieses FFH-Gebiet in die Landschaft Kiel (Landschafts-ID 735) ein.

Es hat eine Größe von 7 Hektar und liegt nur durch eine Straße getrennt am Ostufer der Kieler Förde zwischen dem Heikendorfer Ortsteil Kitzeberg im Norden und der Wohnbebauung der Gemeinde Mönkeberg im Süden in einem Auental, das von einem nicht näher benannten offenen Fließgewässer mit einer maximalen Solbreite von zwei Meter durchflossen wird. In der Karte des Deutschen Reiches von 1883 ist im Quellgebiet dieses Fließgewässers eine Siedlung mit dem Namen „Kattebek“ verzeichnet, was im Hochdeutschen „Katzenbach“ bedeutet. Heute befindet sich dort eine Straße mit dem Namen „Katzenbek“. Dies lässt vermuten, dass dieses Gewässer früher so bezeichnet wurde, siehe Bild 1. Die größte Ausdehnung des FFH-Gebietes liegt mit 405 Meter in Ostwestrichtung. Das FFH-Gebiet befindet sich auf einer Grundmoräne der Weichsel-Kaltzeit. Die höchste Erhebung mit 13 Meter über Normalhöhennull (NHN) liegt an der Nordostecke, der niedrigste Bereich mit einem Meter über NHN am Westrand. Das FFH-Gebiet entwässert über das oben angeführte Fließgewässer in die Ostsee.
Das FFH-Gebiet ist zu gut zwei Dritteln mit Laubwald und zu knapp einem Drittel mit einem teilentwässerten Niedermoor bedeckt, das den Namen Gorkwiese hat, siehe Diagramm 1.

## FFH-Gebietsgeschichte und Naturschutzumgebung
Der NATURA 2000-Standard-Datenbogen (SDB) für dieses FFH-Gebiet wurde im Juni 2004 vom Landesamt für Landwirtschaft, Umwelt und ländliche Räume (LLUR) des Landes Schleswig-Holstein erstellt, im September 2004 als Gebiet von gemeinschaftlicher Bedeutung (GGB) vorgeschlagen, im November 2007 von der EU als GGB bestätigt und im Januar 2010 national nach § 32 Absatz 2 bis 4 BNatSchG in Verbindung mit § 23 LNatSchG als besonderes Erhaltungsgebiet (BEG) bestätigt. Der SDB wurde zuletzt im Mai 2017 aktualisiert. Der Managementvermerk für das FFH-Gebiet wurde im April 2010 veröffentlicht.
Mit der Gebietsbetreuung des FFH-Gebietes nach § 20 LNatSchG wurde durch das LLUR noch keine Institution beauftragt (Stand November 2022).

## FFH-Erhaltungsgegenstand
Laut Standard-Datenbogen vom Mai 2017 sind folgende FFH-Lebensraumtypen (LRT) und Arten als FFH-Erhaltungsgegenstände mit den entsprechenden Beurteilungen zum Erhaltungszustand der Umweltbehörde der Europäischen Union gemeldet worden (Gebräuchliche Kurzbezeichnung (BfN)):
FFH-Lebensraumtypen nach Anhang I der EU-Richtlinie:
- 6430 Feuchte Hochstaudenfluren (Gesamtbeurteilung C)[14]

- 9130 Waldmeister-Buchenwälder (Gesamtbeurteilung C)[15]

Arten gemäß Artikel 4 der Richtlinie 2009/147/EG und Anhang II der Richtlinie 92/43/EWG und diesbezügliche Beurteilung des Gebiets:
- 1014 Schmale Windelschnecke (Gesamtbeurteilung C)[17]

Das FFH-Gebiet ist zum überwiegenden Teil dem FFH-LRT 9130 Waldmeister-Buchenwälder zugeordnet. Dieser befindet sich als schmaler Gürtel am Südrand entlang der Straße Havas. Der zweite FFH-LRT 6430 Feuchte Hochstaudenfluren liegt als schmaler Streifen inmitten der Gorkwiese im Westen. Der Rest ist keinem LRT zugeordnet, siehe Diagramm 2. Die Gorkwiese ist der Lebensraum der seltenen Art Schmale Windelschnecke. Es liegen laut SDB vom Mai 2017 keinerlei Daten über die Populationsgröße dieser Art im FFH-Gebiet vor.
Am 27. Februar 2017 wurde eine Nachkartierung der FFH-Lebensraum- und Biotoptypen im FFH-Gebiet durchgeführt. Danach sind fast zwei Drittel der Gebietsfläche mit FFH-Lebensraumtypen belegt und ein Drittel sind gesetzlich geschützte Biotope, der Rest ist keinem der beiden Schutzstati zugeordnet, siehe Diagramm 3. Die ausschließlich als gesetzlich geschützte Biotope ausgewiesenen Flächen im FFH-Gebiet bestehen hauptsächlich aus feuchten Standorten mit (WBe) Erlen-Buchenwald und (NRs) Schilf-, Rohrkolben-, Teichsimsen-Röhricht.

## FFH-Erhaltungsziele
Aus den oben aufgeführten FFH-Erhaltungsgegenständen werden als FFH-Erhaltungsziele von besonderer Bedeutung die Erhaltung folgender Lebensraumtypen und Arten im FFH-Gebiet vom Ministerium für Energiewende, Landwirtschaft, Umwelt und ländliche Räume des Landes Schleswig-Holstein erklärt:
- 1014 Schmale Windelschnecke

Das einzige Erhaltungsziel ist die Erhaltung der Art Schmale Windelschnecke. Das Gebiet ist eines von dreien in ganz Schleswig-Holstein. Die größte Bedrohung für diese Art stellt die intensive Landwirtschaft mit hohen Nährstoffeinträgen in den Lebensraum dar. Sie benötigt eine Vegetation mit niedrigem Bewuchs von weniger als einem Meter Höhe.

## FFH-Analyse und Bewertung
Das Kapitel FFH-Analyse und Bewertung im Managementvermerk beschäftigt sich unter anderem mit den aktuellen Gegebenheiten des FFH-Gebietes und den Hindernissen bei der Erhaltung und Weiterentwicklung der FFH-Lebensraumtypen und Arten. Die Ergebnisse fließen in den FFH-Maßnahmenkatalog ein.
Alle FFH-Lebensraumflächen haben im SDB keinen guten Erhaltungszustand zugesprochen bekommen; dies gilt für alle Beurteilungskategorien.
Das FFH-Gebiet befindet sich fast vollkommen im Besitz der Stadt Kiel. Auf Grund der gegebenen Besitzverhältnisse ist für den größten Teil des FFH-Gebietes sichergestellt, dass sowohl das Verschlechterungsverbot für FFH-Flächen, als auch die Biotopverordnung eingehalten und durchgesetzt werden.

## FFH-Maßnahmenkatalog
Der FFH-Maßnahmenkatalog im Managementvermerk führt neben den bereits durchgeführten Maßnahmen geplante Maßnahmen zur Erhaltung und Entwicklung der FFH-Lebensraumtypen im FFH-Gebiet an.
Die vorgeschlagenen Maßnahmen betreffen folgende Schwerpunkte:
- Keine Veränderung des Wasserstandes.
- Keine Beweidung
- Keine Mahd
- Keine Dünung
- Keine Aufforstung
- Eventuelle Beseitigung von Neophyten

## FFH-Erfolgskontrolle und Monitoring der Maßnahmen
Eine FFH-Erfolgskontrolle und Monitoring der Maßnahmen findet in Schleswig-Holstein alle 6 Jahre statt. Die Ergebnisse des letzten Monitorings wurden noch nicht veröffentlicht (Stand November 2022).